# فتى النينجا
فتى النينجا مسلسل أنمي ياباني عرض لأول مره في 4 أكتوبر 1982 واستمر عرضة حتى 24 ديسمبر 1982.

## وصلات خارجية
- فتى النينجا على موقع IMDb (الإنجليزية)